# Супермаркет (ТВ серија)
Супермаркет је југословенска телевизијска серија снимљена 1984. године у продукцији Телевизије Београд.

## Епизоде
| Сезона | Епизода | Назив | Датум              |
| ------ | ------- | ----- | ------------------ |
| 1      | 1       | /     | 25. јануара 1984.  |
| 1      | 2       | /     | 22. фебруара 1984. |
| 1      | 3       | /     | 22. марта 1984.    |
| 1      | 4       | /     | 16. маја 1984.     |

## Улоге
| Глумац                  | Улога        |
| ----------------------- | ------------ |
| Миодраг Петровић Чкаља  | (4 еп. 1984) |
| Оливера Марковић        | (4 еп. 1984) |
| Тихомир Арсић           | (2 еп. 1984) |
| Борис Бизетић           | (2 еп. 1984) |
| Милутин Бутковић        | (2 еп. 1984) |
| Даница Максимовић       | (2 еп. 1984) |
| Раде Марјановић         | (2 еп. 1984) |
| Звонко Миленковић       | (2 еп. 1984) |
| Србољуб Милин           | (2 еп. 1984) |
| Миленко Павлов          | (2 еп. 1984) |
| Зорица Брунцлик         | (1 еп. 1984) |
| Снежана Ђуришић         | (1 еп. 1984) |
| Владета Кандић          | (1 еп. 1984) |
| Халид Муслимовић        | (1 еп. 1984) |
| Крунослав Кићо Слабинац | (1 еп. 1984) |
| Нада Топчагић           | (1 еп. 1984) |
| Бранка Веселиновић      | (1 еп. 1984) |

Комплетна ТВ екипа  ▼
| Редитељ    | Александар Мандић   | (2 еп. 1984) |
| Редитељ    | Владимир Момчиловић | (2 еп. 1984) |
| Сценариста | Јован Алексић       | (4 еп. 1984) |
| Сценариста | Александар Мандић   | (2 еп. 1984) |